# جان دي غروت (فيزيائي)

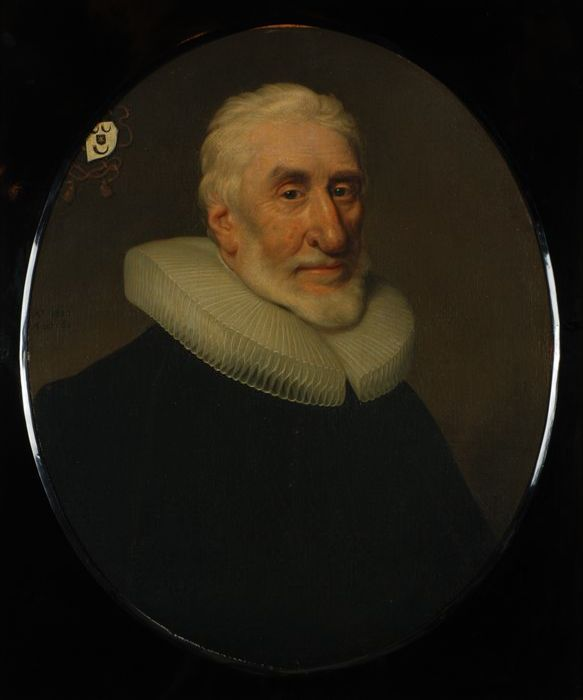
نسخة من لوحة للفنان ميشيل فان ميريفيلت تعود إلى عام 1636

جان كورنتس دي غروت أو يوهان هوغو دي غروت المعروف باللاتينية باسم جانوس جروتيوس (8 مارس 1554 - 3 مايو 1640) كان نبيلًا وباحثًا هولنديًا بارزًا في الفيزياء والفلسفة الطبيعية. اشتهر بتجاربه مع سيمون ستيفين ، حيث أجريا تجارب علمية شهيرة تضمنت قياس الزمن الذي تستغرقه قطع من الرصاص بأوزان مختلفة للسقوط على الأرض، وذلك في تجربة برج دلفت الشهيرة التي دحضت آراء أرسطو حول السقوط الحر.
وُلِد دي غروت في كراينبورج بالقرب من دلفت، وهو ابن هوغو كورنيليز وإلسلينج فان هيمسكيرك، ومن المحتمل أنه تلقى تعليمه في جامعة لايدن التي كانت قد تأسست حديثًا. ذكما التحق بجامعة دويه [الإنجليزية] ودرس الفنون والفلسفة، وبعد المناصب العليا التي شغلها آل كورنتس دي جروت في روتردام الذين كانوا جزءًا من الطبقة الحاكمة في دلفت، أصبح عضوًا في مجلس المدينة في عام 1589، وعضوًا في المجلس وشغل منصب عمدة المدينة من عام 1591 إلى عام 1595. أصبح أمينًا لجامعة لايدن حيث حصل أيضًا على شهادة في القانون في عام 1596، وبعد عام 1617 أصبح مستشارًا لكونت هوهنلوه. شارك في بناء طواحين الهواء بالتعاون مع سيمون ستيفين، وكان ملمًا بأعمال علماء بارزين مثل إقليدس وابن الهيثم. كان مهتمًا أيضًا بالرياضيات، فقام بترجمة بعض أعمال أرخميدس من اليونانية إلى الهولندية. إلى جانب ذلك، كتب أيضًا بعض الأعمال الشعرية.
تزوج دي غروت من عليدا بورين في عام 1582 وأنجبا خمسة أطفال من بينهم رجل القانون الشهير هوغو جروتيوس.